# St. Clair (Ontario)
St. Clair es un municipio canadiense situado en la provincia de Ontario.

## Superficie
St. Clair tiene una superficie de 618,57 km².

## Demografía
En 2021, tenía 14 659 habitantes, una densidad poblacional de 23,7 hab./km², y 6528 viviendas.